# Baja California (halvö)
Baja California, även kallat Nedre Kalifornien eller Californiahalvön, i USA inte sällan omnämnt som Baja, är en långsmal halvö i nordvästra Mexiko som skiljs från fastlandet av Californiaviken. Den sträcker sig ungefär 1 250 km från Mexicali i norr till Cabo San Lucas i söder och är på det bredaste stället ca 240 km bred. Halvön är administrativt uppdelad mellan de mexikanska delstaterna Baja California och Baja California Sur, som tillsammans har ungefär 3,5 miljoner invånare (2007). 